# Mehaine
Mehaine (en francès i oficialment Méharin), és un municipi de la Baixa Navarra (Nafarroa Behera), un dels set territoris que formen Euskal Herria, al departament dels Pirineus Atlàntics i a la regió de la Nova Aquitània. Limita amb les comunes d'Oragarre al nord, Amorotze-Zokotze al nord-est, Donamartiri a l'oest, Bithiriña al sud-est, Armendaritze al sud-oest i Landibarre al sud.

## Demografia
| Evolució de la població |      |      |      |      |      |      |      |      |
| 1793                    | 1800 | 1806 | 1821 | 1831 | 1836 | 1841 | 1846 | 1851 |
| 502                     | 288  | 530  | 549  | 595  | 611  | 621  | 672  | 601  |

| 1856 | 1861 | 1866 | 1872 | 1876 | 1881 | 1886 | 1891 | 1896 |
| ---- | ---- | ---- | ---- | ---- | ---- | ---- | ---- | ---- |
| 608  | 644  | 577  | 536  | 542  | 524  | 534  | 521  | 531  |

| 1901 | 1906 | 1911 | 1921 | 1926 | 1931 | 1936 | 1946 | 1954 |
| ---- | ---- | ---- | ---- | ---- | ---- | ---- | ---- | ---- |
| 516  | 491  | 471  | 443  | 435  | 398  | 400  | 387  | 354  |

| 1962 | 1968 | 1975 | 1982 | 1990 | 1999 | 2006 | 2011 | 2016 |
| ---- | ---- | ---- | ---- | ---- | ---- | ---- | ---- | ---- |
| 322  | 308  | 305  | 302  | 283  | 261  | -    | -    | -    |

| 2019 | - | - | - | - | - | - | - | - |
| ---- | - | - | - | - | - | - | - | - |
| -    | - | - | - | - | - | - | - | - |

## Administració
| Data d'elecció                               | Identitat         | Qualitat |
| -------------------------------------------- | ----------------- | -------- |
| Les dades anteriors a 1995 són desconegudes. |                   |          |
| 1995                                         | Amédée Aphécetche |          |
| 2001                                         | Amédée Aphécetche |          |